# Latchingdon
Latchingdon är en by och en civil parish i Maldon i Storbritannien. Den ligger i grevskapet Essex och riksdelen England, i den sydöstra delen av landet, 60 km öster om huvudstaden London. Orten har 1 232 invånare (2001). Byn nämndes i Domedagsboken (Domesday Book) år 1086, och kallades då Lac(h)enduna/Lachentuna/Lessenduna.
Klimatet i området är tempererat. Årsmedeltemperaturen i trakten är 10 °C. Den varmaste månaden är juli, då medeltemperaturen är 19 °C, och den kallaste är januari, med 1 °C.